# Phường 4, thành phố Cao Lãnh
Phường 4 là một phường thuộc thành phố Cao Lãnh, tỉnh Đồng Tháp, Việt Nam.

## Địa lý
Phường 4 nằm ở trung tâm thành phố Cao Lãnh, có vị trí địa lý:
- Phía đông giáp Phường 1, Phường 2, Phường 3
- Phía tây giáp xã Hòa An
- Phía nam giáp Phường 6
- Phía bắc giáp phường Hòa Thuận.

Phường 4 có diện tích 1,91 km², dân số năm 2008 là 9.965 người, mật độ dân số đạt 5.240 người/km².

## Hành chính
Phường 4 được chia thành 4 khóm: 1, 2, 3, 4.

## Lịch sử
Thị xã Cao Lãnh từng là tỉnh lỵ tỉnh Kiến Phong dưới thời Việt Nam Cộng hoà.
Sau năm 1975, thị xã Cao Lãnh trở lại thành thị trấn Cao Lãnh và là huyện lỵ của huyện Cao Lãnh.
Ngày 23 tháng 2 năm 1983, Hội đồng Bộ trưởng ban hành Quyết định 13-HĐBT về việc thành lập phường IV trên cơ sở một phần đất của thị trấn Cao Lãnh cũ.
Ngày 16 tháng 1 năm 2007, Chính phủ ban hành Nghị định 10/2007/NĐ-CP về việc thành lập thành phố Cao Lãnh thuộc tỉnh Đồng Tháp. Phường 4 trực thuộc thành phố Cao Lãnh.